# Kivisaari (ö i Finland, Norra Karelen, Mellersta Karelen, lat 62,08, long 29,83)
Kivisaari är en halvö i Finland. Den ligger i sjön Pyhäjärvi och i kommunen Kides i den ekonomiska regionen  Mellersta Karelens ekonomiska region  och landskapet Norra Karelen, i den sydöstra delen av landet, 300 km nordost om huvudstaden Helsingfors.